# Myagrum
Myagrum és un gènere de plantes amb flors dins la família brassicàcia. Conté una sola espècie Myagrum perfoliatum.

## Descripció
Myagrum perfoliatum és una herba anual erecta de fins a 80 cm d'alt, ramificada glabra i glauca. Pètals grocs, floreix de maig a juliol, fruit subtriangular. Als Països Catalans només es troba a Catalunya.

## Hàbitat
Accidental a les terres cultivades o a la vegetació ruderal només s'ha localitzat al Rosselló i el Segrià fins a 500 m d'altitud.